# Molophilus vulpinus
Molophilus vulpinus là một loài ruồi trong họ Limoniidae. Chúng phân bố ở miền Australasia.